# Mesolamprops dillonensis
Mesolamprops dillonensis är en kräftdjursart som beskrevs av William B. Gladfelter 1975. Mesolamprops dillonensis ingår i släktet Mesolamprops och familjen Lampropidae. Inga underarter finns listade i Catalogue of Life.